# Сіно

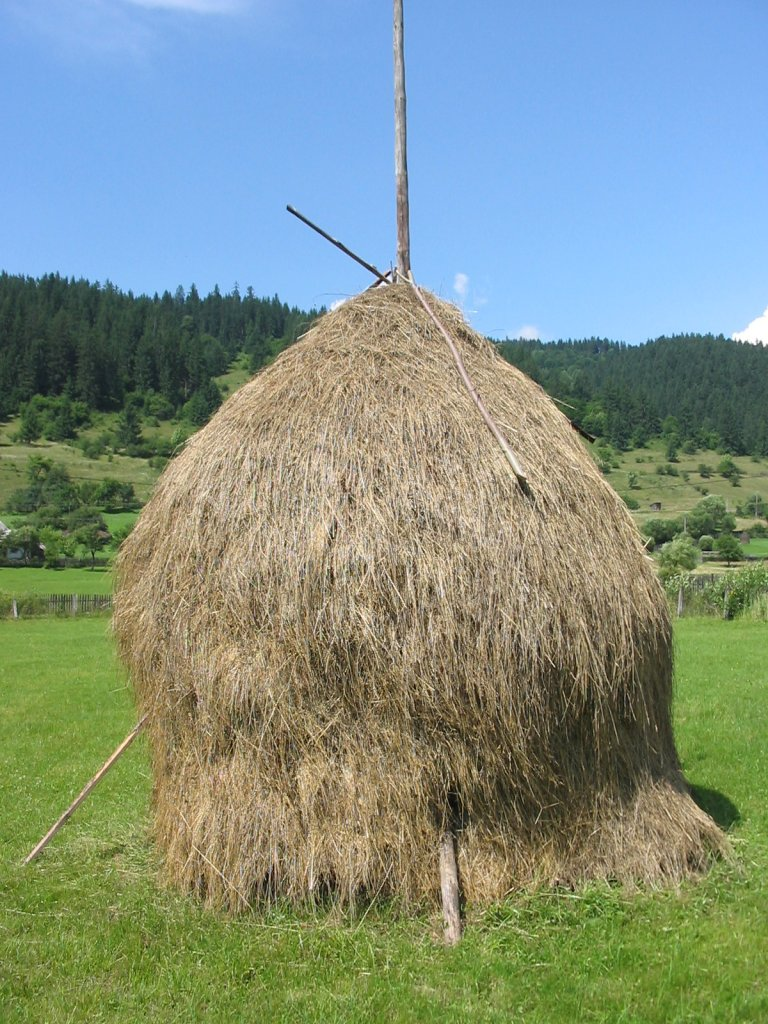
Стіг сіна

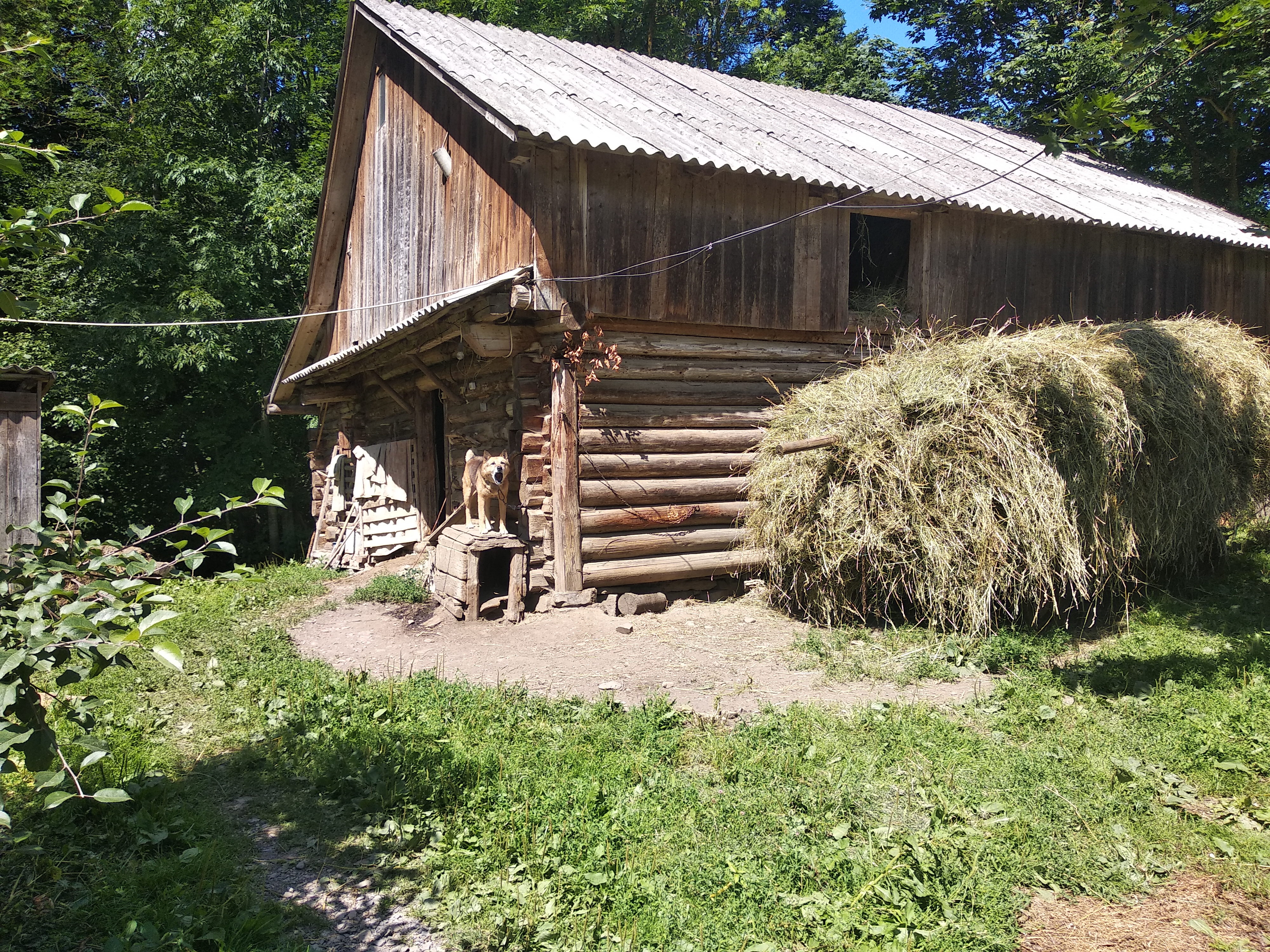
Сіно, закріплене зверху павзом, привезене возом до стодоли. Село Верхній Студений. Бойківщина.

Сі́но — висушені стебла і листя трав'янистих рослин, скошених в зеленому вигляді до досягнення ними природної зрілості. Сіно зібране за другий укіс, впродовж одного сезону, називають отавою. Сіно слугує кормом для худоби, особливо у зимову пору року.

## Склад
Найкращими трав'янистими рослинами вважаються:
- зі тонконогових — тимофіївка (Phleum pratense, Phleum boehmeri), грястиця збірна (Dactylis glomerata), пирій (Triticum repens), медова трава шерстиста (Holcus lanatus), трясучка (Briza media), різні види лисохвосту (Alopecurus pratensis, Alopecurus geniculatus), тонконогів (Poa pratensis, Poa annua), райграсу (Lolium italicum, Lolium perenne), костриці (Festuca pratensis, Festuca elatior, Festuca ovina, Festuca rubra, Festuca borealis), польовиці (Agrostis alba, Agrostis vulgaris) та ін.;
- з родини метеликових — різні види конюшини (Trifolium pratense, Trifolium hybridum, Trifolium repens, Trifolium incarnatum, Trifolium montanum, Trifolium elegans), вики або горошку (Vicia cracca, Vicia faba, Vicia sativa, Vicia pisiformis, Vicia angustifolia), люцерни (Medicago), чини (Lathyrus), лядвенця (Lotus) та ін.

## У господарстві
Сільськогосподарські угіддя, рослинність яких постійно використовують на сіно, називають сіножатями чи сінокосами. Також так зовуть процес заготівлі сіна, і призначений для цього період часу. Ділянки, відведені окремим селянам для косіння трави, називаються поко́сами.

### У традиційному господарстві
При традиційному способі господарювання сіно скошували, сушили й складали вручну: за допомогою кіс, граблів, вил та деяких інших знарядь. Зрізана косою трава лягала в широку смугу — прокі́с, покі́с, ручку. Підсохле сіно з кожного покосу згрібали дерев'яними граблями в довгу купу — вал, валок (це називається валкуванням). З валків потім складали маленькі стіжки — копиці (це називається копиченням), а з них — великі стоги, скирти (це називається стогуванням). Для перенесення оберемків сіна використовували штилі, цапари, ключі. Штиль являв з себе простий загострений кілок, цапар складався зі смерекового стовбура (шинара) з кругом очищених гілок (кальбук) на одному кінці; сіно накладалося на гілки й фіксувалося розщепленою палицею — роскопом. Різновидом цапара був ключ — він мав чотири гілки (наріжники).
У дощову погоду сіно доводилось укривати. Після закінчення косовиці сіно відвозили до сінників (сіновалів), складали під накриття-обороги. Для закріплення сіна на возі зверху його притискали павузом (рублем) — дерев'яною жердиною до 5 метрів завдовжки.

### Сучасність

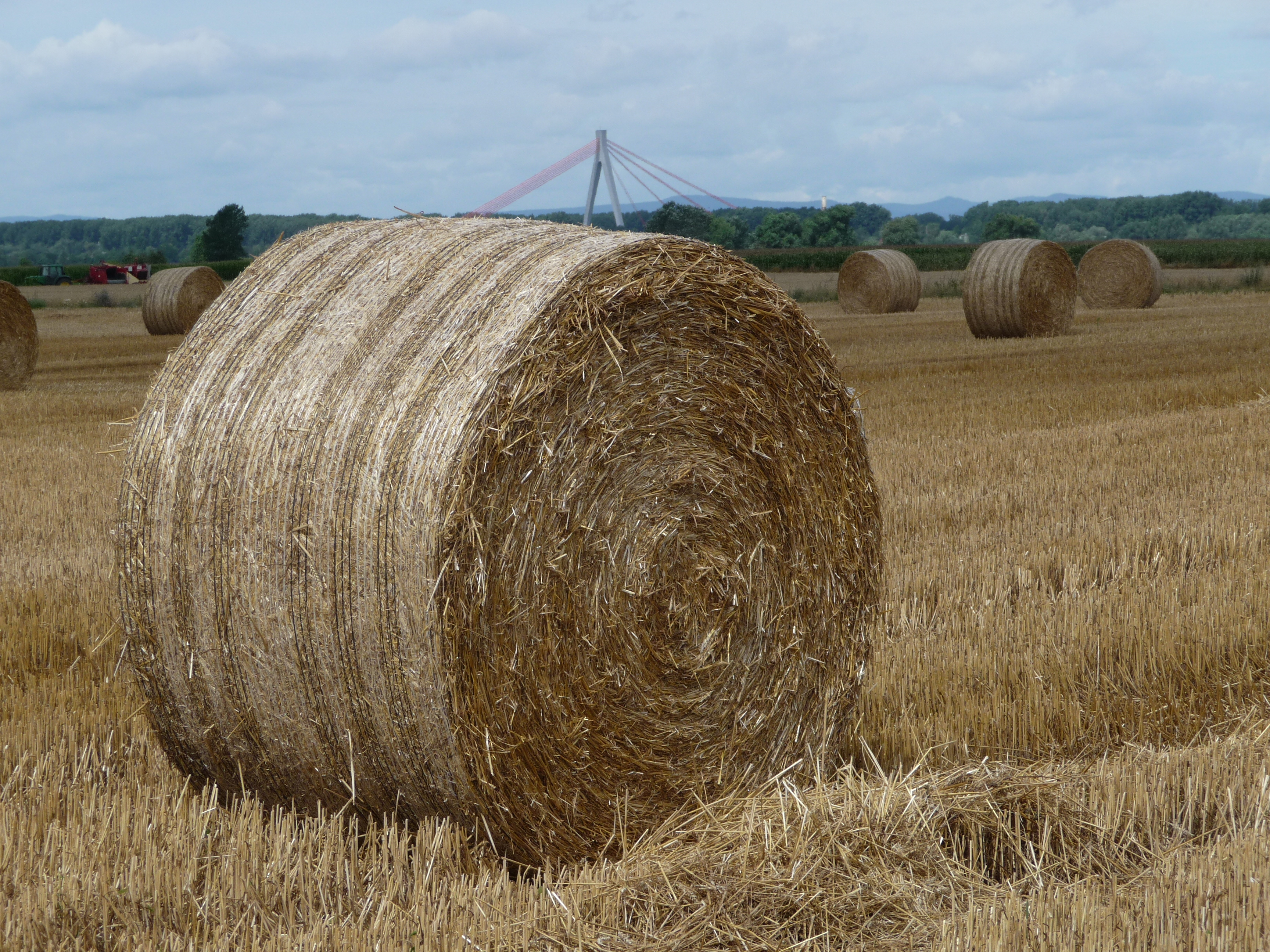
Тюк сіна, сформований прес-підбирачем.

У сучасному сільському господарстві збирання сіна механізоване. Для різних операцій використовуються пристрої на тракторній тязі: сінокосарки, сіноворушилки, тракторні граблі, копичники (сінокопнувачі), стогоклади. Для перевезення готового сіна до місць зберігання застосовуються вантажівки, вантажні причепи до тракторів, а також спеціальні стоговози. Для компактності готове сіно можуть скочувати на полі в щільні згортки, перев'язані шпагатом — тюки (паки), за допомогою спеціальних машин — прес-підбирачів.